# Sune Dalgård
Sune Bysted Dalgård (9. maj 1922 på Frederiksberg – 10. august 2007) var en dansk historiker, dr.phil., landsarkivar og medstifter af Den Danske Forening.
Hans forældre var skoleinspektør Anton Marinus Jensenius Dalgaard (død 1931) og hustru, kommunelærerinde Bodil Marie, født Bysted (død 1963), Hans Tavsensgade 3, 4. Gift 1953 med kontorfuldmægtig Magda Rasmussen (1926-1991).
Under besættelsen var Dalgård aktiv i den danske modstandsbevægelse og blev som følge heraf arresteret af Gestapo i december 1944 og indsat i Frøslevlejren.
Sune Dalgård var student fra Efterslægtsselskabets Skole i 1940 og blev cand.mag. i historie og dansk i 1947.
I 1947 blev Dalgård ansat på Rigsarkivet, hvor han i 1962 blev overarkivar og leder af 1. afdeling. I perioden 1977-85 var han leder af Landsarkivet for Sjælland. I 1962 blev han dr.phil. på disputatsen Dansk-norsk hvalfangst 1615-1660: en studie over Danmark-Norges stilling i europæisk merkantil expansion. 11. marts 1965 blev han medlem af Det kongelige danske Selskab for Fædrelandets Historie og i 1974 af Videnskabernes Selskab. Selv i en relativ høj alder publiceredes tre værker fra hans hånd som en del af Historisk-filosofiske Meddelelser fra Videnskabernes Selskab: Poul Laxmands sag, 2000, Kanslere og Kancellier – især "tyske" – i Danmark og Holsten hen imod Enevælden, 2005, og Lidt om Vibeke Kruse, 2007.
Hans engagement i Den Danske Forening varede fra stiftelsen helt frem til hans død, hvor han ubrudt var med i styrelsen for foreningen. 1988-90 var han formand, og i mange år var han redaktør af foreningens blad, Danskeren.